# 三桥镇 (怀宁县)
三桥镇，是中华人民共和国安徽省安庆市怀宁县下辖的一个乡镇级行政单位。

## 行政区划
三桥镇下辖以下地区：
三桥社区、南方村、双河村、湖滨村、社塘岭村、金闸村、中联村、双塘村和龙门村。